# Der Tod des Beamten

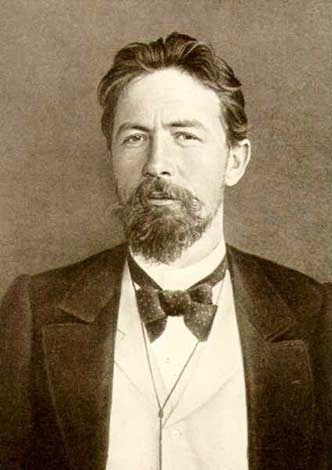
Anton Tschechow

Der Tod des Beamten (russisch Смерть чиновника, Smert tschinownika) ist eine humoristische Kurzgeschichte des russischen Schriftstellers Anton Tschechow, die am 25. und 26. Juni 1883 geschrieben wurde und am 2. Juli 1883 in dem wöchentlich erscheinenden Sankt Petersburger Witzblatt Oskolki erschien.
Zu Lebzeiten Anton Tschechows wurde der Text ins Bulgarische, Ungarische, Deutsche, Polnische, Rumänische, Serbokroatische, Slowakische, Finnische und Tschechische übertragen.

## Inhalt
Der Gerichtsvollzieher Iwan Dmitritsch Tscherwjakow, der im Opernhaus eine Vorstellung von Die Glocken von Corneville verfolgt, niest aus Versehen seinen Vordermann an, der sich daraufhin Glatze und Hals abwischt und offenbar murmelnd seinen Unmut äußert. Tscherwjakow erkennt in dem Herrn den alten Zivilgeneral Brisshalow vom Verkehrsministerium und entschuldigt sich sogleich. „Macht nichts, macht nichts“, antwortet der General. In der Pause tritt Tscherwjakow an ihn heran und bittet ein weiteres Mal um Verzeihung. Gereizt erklärt ihm der General, dass er den Zwischenfall bereits vergessen habe. Nachdem Tscherwjakow das Geschehene mit seiner Ehegattin besprochen hat, geht er bei nächster Gelegenheit zur Audienz des Generals und entschuldigt sich in aller Form. „Unsinn!“ übergeht Brisshalow die Lappalie und wendet sich dem nächsten Bittsteller zu. Tscherwjakow aber lässt nicht locker. Als er am nächsten Tag wiederkommt um sich abermals zu entschuldigen, brüllt der General wutentbrannt: „Mach, dass du rauskommst!“
Das ist zu viel für Tscherwjakow. In seinem Leib reißt etwas. Er geht nachhause, legt sich aufs Sofa und stirbt.

## Verfilmungen
- Sowjetunion
  - 1929 Meschrabpom: Beamte und Menschen[3] – 65 min-Episodenfilm von Jakow Protasanow und Michail Doller mit Iwan Moskwin[4] in der Titelrolle.
  - 1971 Film von Igor Iljinski[5] für das Fernsehen[6].

## Selbstzeugnis
Anton Tschechow meinte, in der kleinen Geschichte werde der Humor von der dunklen, hoffnungslosen Tendenz überdeckt.

## Rezeption
- Frühjahr 1886: Dmitri Grigorowitsch lobte den Text und ermutigte Tschechow zur Weiterarbeit. Allerdings dürfe er sich nicht verzetteln und müsse sein Talent für „wirkliche künstlerische Werke“ einsetzen.[8]
- Anekdotisches: Die Tschechow-Forscher nennen mehrere „reale“ Vorfälle, nach denen der Text entstanden sein soll.[9]
- Platon Nikolajewitsch Krasnow[10] und Arseni Iwanowitsch Wwedenski[11] beobachteten, Anton Tschechow schreibe über die schmerzhafte, nervöse Angst im Durchschnittsbürger jener Zeit. Das beim Leser evozierte Gefühl gleiche in gewisser Hinsicht dem nach der Lektüre von Dostojewskis Erniedrigten und Beleidigten (1861).[12]

## Deutschsprachige Ausgaben
- Der Tod des Beamten. In: Anton Tschechow: Gesammelte Romane und Novellen in 5 Bänden. Band 5: Lustige Geschichten. (enthält noch: Eine schreckliche Nacht. Der Redner. Die Nacht vor der Verhandlung. Verwirrung der Geister. Der Rächer seiner Ehre. Ein Glücklicher. Der teure Hund. Der Dramatiker. Der Gast. Der Kater. Ein Unikum. Die Rache. Die Freude. Ein wehrloses Geschöpf. Eine Tochter Albions. Das Drama. Das Kunstwerk. Mnemotechnik. Ja, das Publikum! Starker Tobak. Ein Chamäleon. Aus dem Regen in die Traufe. Teure Stunden. Das Gewinnlos). Musarion, München 1920
- Der Tod eines Beamten, in Anton Tschechow, Werke. Novellen, Erzählungen, Dramen. Übers. Johannes von Guenther. Heinrich Ellermann, Hamburg 1963. Band 1 (von 3), S. 289–293

### Verwendete Ausgabe
- Der Tod des Beamten. In: A. P. Tschechow: Meistererzählungen. Übers. Reinhold Trautmann. (Enthält noch: Die Austern. Ein bekannter Herr. Wanjka. Kaschtanka. Im Alter. Kummer. Die Totenmesse. Gussew. In der Verbannung. Die Dame mit dem Hündchen. Jonytsch. Herzchen. Der Student. Der schwarze Mönch. Die Bauern. Ein Fall aus der Praxis. Die Stachelbeeren. In der Schlucht. Die Erzählung des Obergärtners.) Dieterich’sche Verlagsbuchhandlung, Leipzig 1953